# 片恋/Smile again
「片恋/Smile again」（かたこい/スマイル アゲイン）は、塩ノ谷早耶香の2ndシングル。2013年5月15日にキングレコードより発売された。

## 概要
- 「通常盤[CD＋DVD]」と「うた修行盤[CD]」の2形態で発売されている。
- 初回製造分のみ『塩ノ谷早耶香・初単独ライブ 参加応募券』が封入されている

## 収録曲

### 通常盤 [CD+DVD]
CD
1. 片恋
作詞：Juli Shono / 作曲：Jin Nakamura / 編曲：Jin Nakamura
  - 日本テレビ系『ミュージックドラゴン』POWER PLAY
  - MBSテレビ『mm-TV』2013年5月度エンディング曲
2. Smile again
作詞：Kanata Okajima / 作曲：Erik Lidbom, BOY SKI MASK / 編曲：BOY SKI MASK
  - 宝島社『sweet』2013年5月号 CMソング
3. 片恋 -Instrumental-
4. Smile again -Instrumental-

DVD
1. 片恋 Music Video
2. Smile again Music Video

### うた修行盤[CD]
1. 片恋
2. Smile again